# Larry (katt)
Larry, född omkring januari 2007, är en brittisk tabbykatt som sedan 2011 har varit Högste musfångare för regeringen på 10 Downing Street. Han tas om hand av personalen på Downing Street och är inte den brittiske premiärministerns personliga egendom. Larry har bott på 10 Downing Street under sex premiärministrars tid: David Cameron, Theresa May, Boris Johnson, Liz Truss, Rishi Sunak och Keir Starmer.

## Biografi
Larry föddes som en herrelös katt runt januari 2007 och kom senare i besittning av Battersea Dogs & Cats Home. År 2011 adopterades han av personalen på Downing Street, till en början tänkt att vara ett husdjur för Camerons barn. Han beskrevs av källor på Downing Street som en "bra råttfångare" och som innehade "en hög jaktlust och jaktinstinkt". År 2012 meddelade Battersea Dogs & Cats Home att Larrys publicitet hade resulterat i en 15-procentig ökning av kattadoptioner.
Strax efter att han tagits in på Downing Street cirkulerade en historia i pressen som påstod att Larry var en bortsprungen katt och att den ursprungliga ägaren hade startat en kampanj för att få tillbaka honom. Historien visade sig dock senare vara en bluff, och ingen sådan ägare eller kampanj existerade.

## Karriär

### Officiella uppgifter
På Downing Streets hemsida beskrivs Larrys uppgifter som att "välkomna gästerna till huset, inspektera säkerhetsförsvaret och testa antika möbler för att se om de är av god kvalitet". Man säger att han "överväger en lösning på problemet med musockupationen i huset" och har sagt till Downing Street att en sådan lösning fortfarande är i det "taktiskta planeringsstadiet". Till skillnad från sina föregångare sedan 1929 finansieras Larrys kostnader frivilligt av anställda utan kostnad för offentliga medel. Insamlingsevenemang för att betala för hans mat tros ha inkluderat en frågesportkväll, som hölls i de statliga rummen. David Cameron förklarade under sina sista premiärministerfrågestunder 2016 att Larry är en statstjänsteman och inte personlig egendom, och därför inte skulle lämna Downing Street efter att hans efterträdare tillträtt. Larry har behållit sin position genom Mays, Johnsons, Truss, Sunaks och Starmers ministärer.

### Arbete som högste musfångare
Inom en månad efter att han anlänt till Downing Street beskrev anonyma källor Larry som att han hade "en tydlig brist på mördarinstinkt". Senare samma år avslöjades det att Larry tillbringade mer tid med att sova än att jaga möss, och att han hade sällskap av en honkatt, Maisie. Vid ett tillfälle 2011 var möss så vanligt förekommande på Downing Street att premiärminister David Cameron kastade en gaffel på en av dem under en kabinettsmiddag. Kattens brist på killerinstinkt gav honom också smeknamnet "Lazy Larry" av skvallerpressen. Han fångade sitt första kända byte, en mus, den 22 april 2011. Den 28 augusti 2012 begick Larry sitt första offentliga mord när han släppte sitt byte på gräsmattan framför Number 10. I september 2012 utsågs Freya också till musfångare vid regeringskansliet. I oktober 2013 fångade Larry fyra möss på två veckor och en anställd räddade en mus ur hans klor.
I juli 2015 motade finansminister George Osborne och kabinettsminister Matt Hancock in en mus i ett hörn på ministerns kontor och fångade den i en brun papperspåse. Pressen skämtade om att Osborne kanske skulle ta över posten som Högste musfångare.

### Hälsa
I september 2023 rapporterade The Sun att Larry hade varit sjuk under en tid och att personalen på Downing Street förberedde sig för hans död. Ett uttalande från Downing Street förnekade detta och beskrev Larry som "glad och frisk".
I augusti 2024 rapporterades det att personalen på Downing Street hade börjat förbereda planer för hur man skulle tillkännage Larrys död för världen. Det konstaterades dock att Larry fortfarande mådde bra.

### Offentlig bild
Inför det allmänna valet i juli 2024 visade en opinionsundersökning från Ipsos att Larry hade högre snittbetyg (44% och 40% på internet) än både premiärminister Rishi Sunak (22% och –36%) och oppositionsledaren Keir Starmer (34% och –7%).

## Relationer med politiker

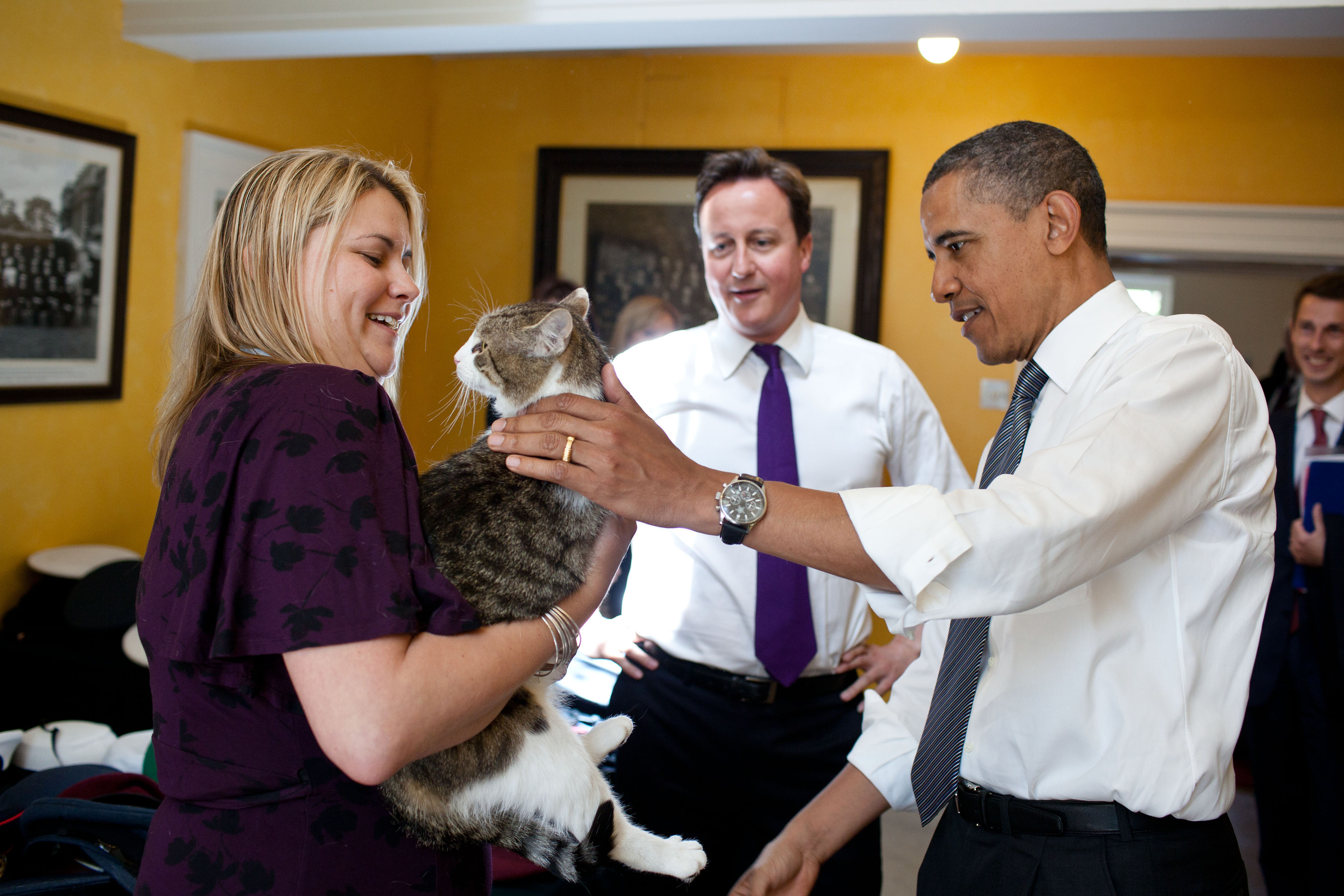
Larry med premiärminister David Cameron och USA:s president Barack Obama.

David Cameron har sagt att Larry är "lite nervös" runt män och spekulerat i att eftersom Larry var en adopterad vildkatt kan orsaken vara tidigare negativa erfarenheter. Cameron nämnde att Barack Obama är ett uppenbart undantag från denna rädsla: "Lustigt nog gillade han Obama. Obama strök honom över ryggen och han var okej med Obama."
I september 2013 rapporterades det att spänningarna mellan Cameron och Larry ökade. Cameron hade invändningar mot katthår på sin kostym och att lukten av kattmat måste döljas med luftfräschare när Downing Street fick besök. Familjen Cameron sades inte gilla Larry, och det antyddes att husdjuret var en PR-rekvisita. Cameron skrev på Twitter att han och Larry kom "bra överens". Ändå gjorde vadslagningsfirman Ladbrokes Cameron till oddsfavorit (1/2) att lämna Downing Street först, med Larry som 6/4 outsider. Daily Telegraph antydde att Cameron aldrig hade gillat katter, men att spinndoktorerna trodde att Larry kunde förbättra hans offentliga image.
Tidigare vice premiärministern Nick Clegg har beskrivit att en röststyrd säkerhetsdörr på Downing Street i allt högre grad motiverades av att hålla katterna borta från delar av byggnaden. När Cameron lämnade sitt ämbete 2016 talade han om sin "sorg" över att han inte kunde ta Larry med sig. När Theresa May efterträdde honom 2016 fanns det farhågor om att Larry upplevde stressad och kanske saknade familjen Cameron.

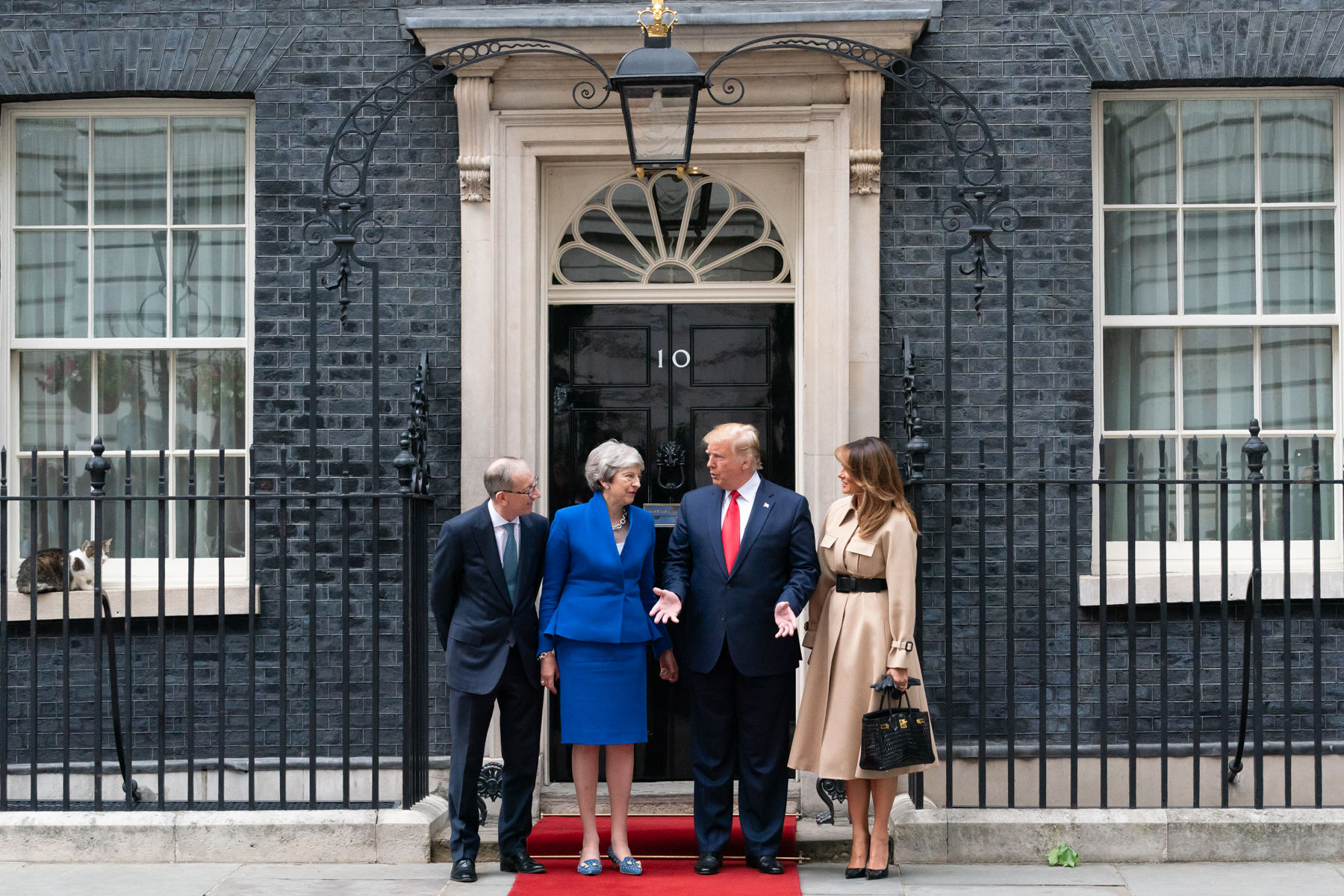
Larry (till vänster) ligger på fönstret på 10 Downing Street, under besöket av USA:s president Donald Trump.

Efter anklagelser mot Cameron om vänskapskorruption kommenterade Alistair Graham, tidigare ordförande för regeringens etikkommitté (Committee on Standards in Public Life), skämtsam att han var förvånad över att katten Larry inte förlänats någon medalj av Cameron. I juni 2019 beskrev pressen hur Larry fotobombade det officiella fotot av när Theresa May hälsade USA:s president Donald Trump välkommen under Trumps statsbesök i Storbritannien. Larry tog senare skydd från regnet under Trumps bil och lockades ut först efter en tid.
Strax efter Rishi Sunaks överraskande TV-sända tillkännagivande av ett allmänt val, i hällande regn, fångades Larry på bild i direktsändningen av BBC i väntan på att tålmodigt komma tillbaka till Nummer 10. Medan Sunak var märkbart genomblöt under talet verkade Larry ha undvikit ösregnet.

## Relationer med andra djur
I juni 2012 återförenades finansminister George Osborne med sin sedan länge försvunna katt Freya, som flyttade in på 11 Downing Street. Freya och Larry rapporterades snabbt ha etablerat en hjärtlig relation, även om de två katterna hade setts slåss. Freya rapporterades vara den mer dominanta katten och den mer effektiva katten. I november 2014 lämnade Freya Downing Street. År 2013 tog Osborne in en hund, Lola. Assistenterna meddelade att Lola var "kattvänlig".

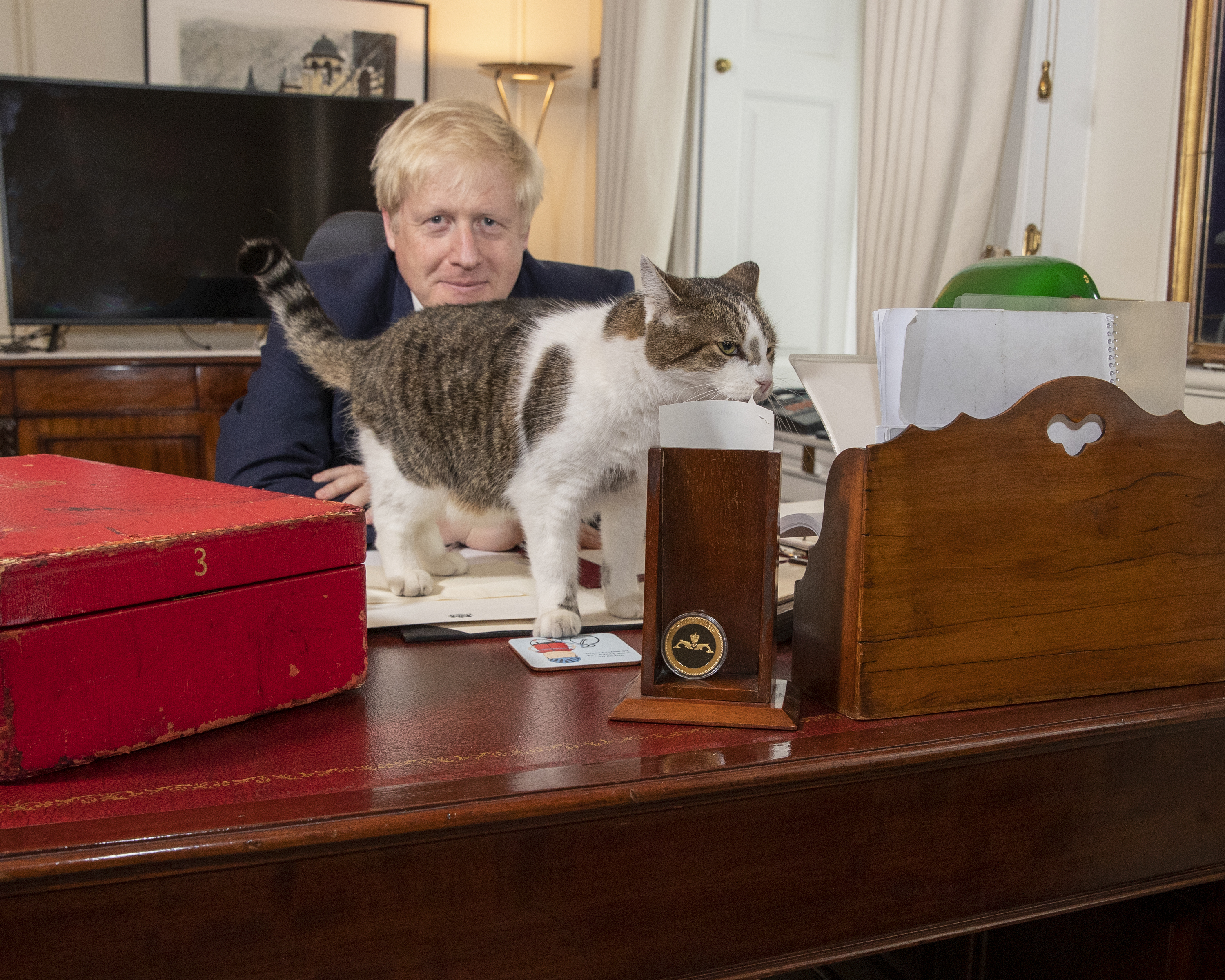
Larry med Boris Johnson 2019.

I september 2019 kom en ny hund, Dilyn, som ägs av Boris Johnson och Carrie Symonds, för att bo på Downing Street. Battersea Dogs & Cats Home erbjöd sig att förhandla fram ett avtal med Larry. I december 2020 lyckades Larry tillfälligt fånga en duva utanför Boris Johnsons officiella bostad. I oktober 2022 jagade Larry bort en räv utanför 10 Downing Street. Det rapporterades att räven var nästan dubbelt så stor som han själv. Händelsen fångades på övervakningskameror.
I juni 2021 adopterade den dåvarande finansministern Rishi Sunak en Fox Red Labrador-valp vid namn Nova för att bo på 11 Downing Street. I september 2023 berättade Sunaks fru Akshata Murty att Larry och Nova haft "heta ordväxlingar" där Larry avgått med segern.
Under en personlig intervju på BBC Radio Derby i april 2024 nämnde den dåvarande oppositionsledaren Keir Starmer att hans familj adopterat blandkatten Jojo. Det förväntades att Jojo, liksom alla premiärministerfamiljer, också skulle bo på nummer 10. Kattvälgörenhetsorganisationen Cats Protection har erbjudit råd till familjen Starmer om hur man gör relationen hjärtlig mellan de två invånarna. Den 2 september 2024 avslöjade BBC Radio 5 Live att en sibirisk kattunge anslutit sig till Starmers hushåll. Från början ville barnen ha en schäferhund, men övertalades att välja en annan katt på grund av svårigheterna med säkerheten i premiärministerns bostad. Samma månad meddelade Starmer att kattungens namn är Prince och är vit med blå ögon.

### Rivalitet med Palmerston

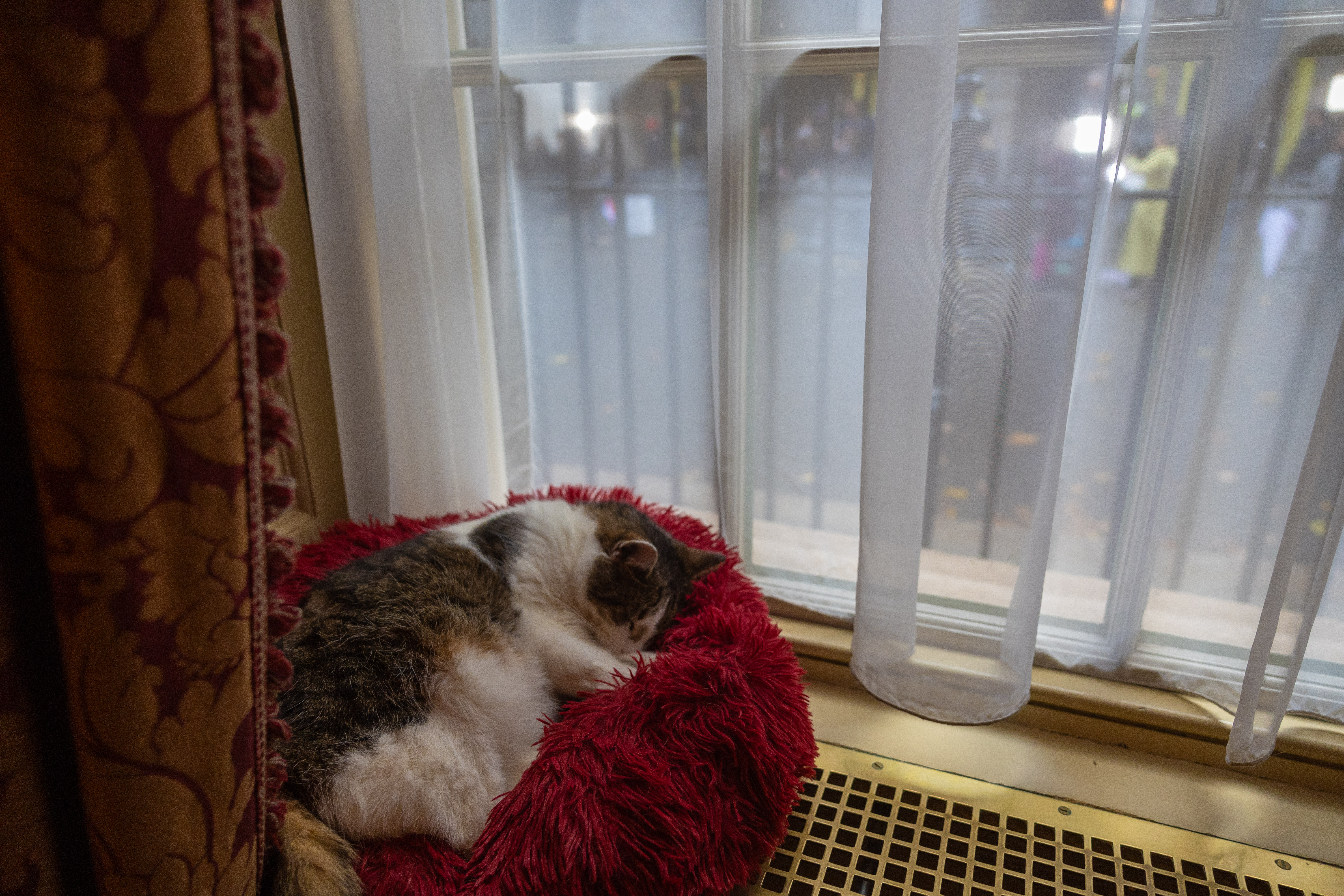
Larry sovande i fönstret till 10 Downing Street.

I april 2016 flyttade en ny kattgranne, Palmerston, in på utrikesdepartementet. Även om Larry och Palmerston är kända för att komma överens har de två katterna slagits vid flera tillfällen. Underhusets ledare kommenterade att han hoppades att Palmerston och Larry skulle etablera ett modus vivendi. I juli samma år gick Palmerston in på Nummer 10 och fick med våld avhysas av säkerhetspersonal. I september 2016 lämnade Lord Blencathra in en fråga till överhuset där han frågade varför regeringen inte betalade för Larrys veterinärräkning för en skada som han ådrog sig i en kamp mot Palmerston, och om regeringen skulle återbetala de tjänstemän som betalat för Larrys vård. Baronessan Chisholm of Owlpen, regeringens talesman i överhuset svarade att kostnaderna täckts av frivilliga donationer från personalen.

Den 1 augusti 2016 hade Larry, enligt den politiske fotografen Steve Beck, sin "mest brutala kamp hittills" med Palmerston på trappan till Nummer 10. Under striden förlorade Larry sitt halsband, medan Palmerston drabbades av flera djupa skrapsår och ett illa skuret öra. När Palmerston "skrev" ett brev där han meddelade att han skulle gå i pension och flytta ut på landet den 7 augusti 2020, rapporterade BBC News att Palmerstons "avgjort odiplomatiska dispyter [med Larry] inte tros ha påskyndat hans avgång".

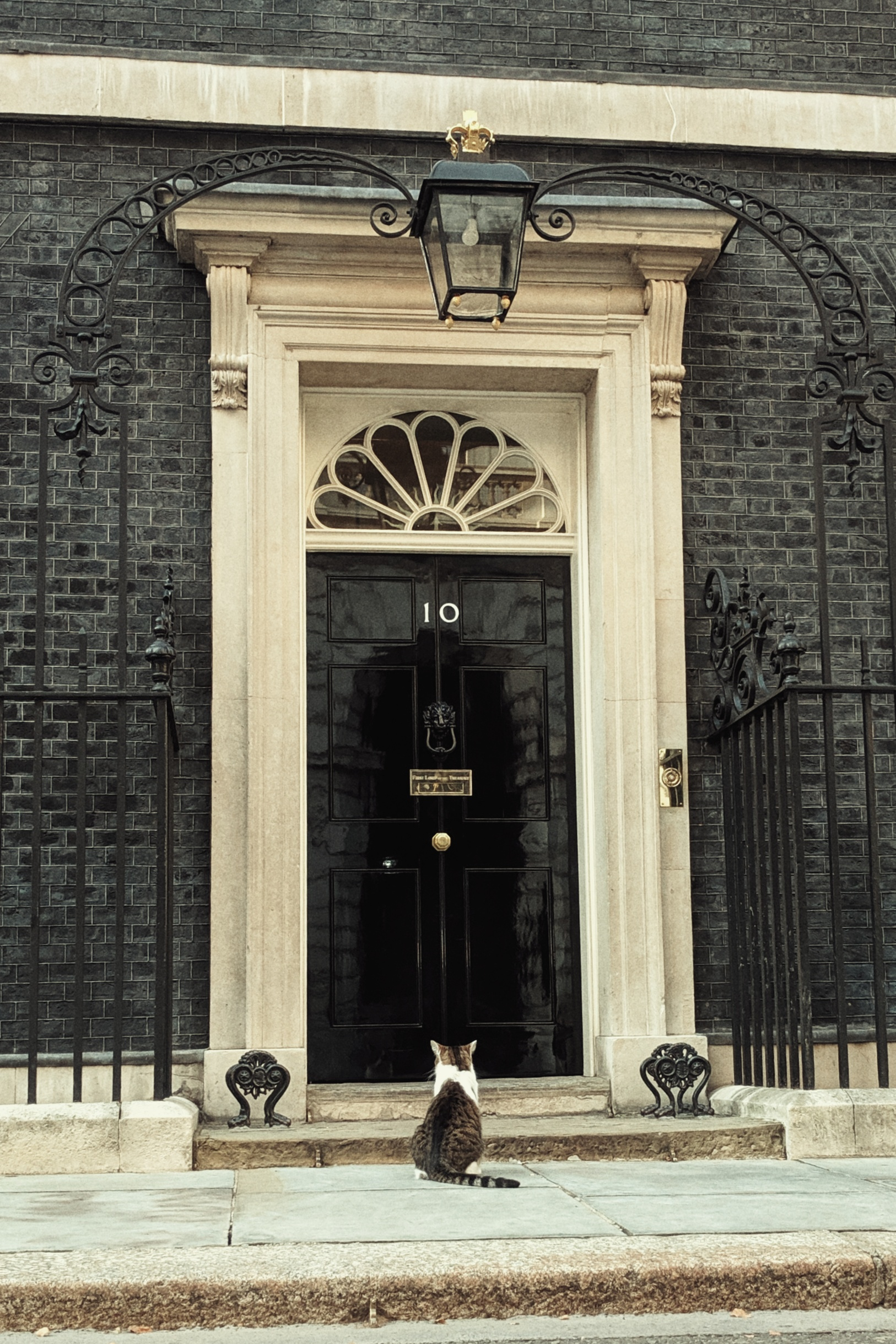
Larry utanför dörren till 10 Downing Street, hans officiella residens och arbetsplats.

## I kulturen och erkännande

### I populärkulturen
Ett bildgalleri för att fira Larrys första två år på posten producerades av The Daily Telegraph. Larrys bedrifter och iakttagelser om livet på Nummer 10 blev föremål för en skämtteckning i The Sunday Express varje vecka, tecknad av serietecknaren Ted Harrison.
År 2012 syntes Larry på Google Maps av Nummer 10, sovande bredvid dörren. En leksaksversion av Larry finns i fönstret till en låtsasversion av 10 Downing Street som återges i lobbyn på The Londoner casino i Macau.

### Priser och erkännanden
Larry hedrades med en minnesplakett på Battersea Dogs and Cats Home i oktober 2012. Skalbaggsarten Caccothryptus larryi, som först beskrevs 2021, är uppkallad efter honom.